# 来来来
『来来来』（らいらいらい）は、日本のロック・バンド・go!go!vanillasが2024年8月7日にIRORI Recordsより配信リリースした楽曲である。

## 概要
前作「平安」から約4ヶ月ぶりとなるシングルで、IRORI Records移籍後第3弾シングルであり2024年3曲目のリリース。また、事務所独立後初のリリースである。
「SHAKE」「平安」と直近の2作はイギリス・ロンドンにてレコーディングされていたが、今作は日本で製作された楽曲である。
ジャケットアートワークは花房真也が担当した。
2024年7月30日に、今作のリリース情報とアートワークが解禁された。
リリース前日の8月6日には、FM802「ROCK KIDS 802」にて音源が解禁された。
また、8月6日の23時30分からは今作にまつわるトーク配信をYouTubeにて開催し、配信に続く形で8月7日0時からミュージックビデオを公開した。
8月20日には、ミュージックビデオのメイキング映像が公開された。

## 批評
音楽ライターの石角友香は、本曲に関して「宣誓の狼煙めいた単音リフから雪崩こむArctic Monkeysを彷彿させるソリッドな三連リフ。そもそも緊迫したマイナーチューンというのが肝心なところで切ってきたカードのような緊張感を際立たせる。さらに、エレクトロやゲームミュージック的なアレンジも加えて秩序もモラルも崩壊寸前、蟻地獄のような現代を浮かび上がらせるのだ。しかし、そんな今をこの曲の主人公は足掻いてでも生きる。また、ヴァースとサビは牧、ブリッジは柳沢が担当して畳み掛ける2トップ感も強力。」と述べている。

## 楽曲解説
1. 来来来 (03:32)
作詞・作曲：牧達弥
編曲：go!go!vanillas、井上惇志
  - アルバム『Lab.』に収録されている。
  - 牧と柳沢のツインボーカル曲[注 1]。
  - 前述の通り、日本で製作された[14]。
  - 牧曰く、2023年末にレコーディングのため渡英するタイミングで「イギリスの気分を高める」という目的で第一次世界対戦後のイギリスを舞台にしたドラマである『ピーキー・ブラインダーズ』を鑑賞した際に、ドラマに登場する当時のイギリスの労働者階級が持っていたエネルギーなどが現代の日本にも通ずるように感じられたことが今曲のインスピレーションの一つであり、如実にシリアスになっていく社会で牧自身が感じていることや大切にしたいことを音楽で表現し、多くの人に届くことを目指して製作された、イギリスの影響を強く受けた楽曲とのこと[2]。
  - タイトルの意味は「福を待つ」[15][16]。タイトルについて牧は「ちょっと中国語的ですからね。The Libertinesも好きなんですけど、ロンドンのチャイナタウンで撮影しているアーティスト写真があって。イギリスはアジアやインドの文化もすごく混ざって、そこからいろんなカルチャーが生まれてきた。その数奇な感じにも興味があって、『来来来』というタイトルにしました。響きの面白さもありますね。」と発言している[2]。
  - 今曲の歌詞について、牧は「物足りなさや飢えを感じているところに新しい時代の波が来るというか。そういうマインドを忘れないでいたいという自分自身への戒めみたいなところもあります。」と発言している[2]。また前述の通りイギリスの影響を強く受けた楽曲であるため、「イギリス人は皮肉っぽいというか、ブラックジョークが好きな国民性でもあるので、そういう要素も入っていますね。」とも発言している[2]。
  - 2024年8月11日開催のROCK IN JAPAN FESTIVAL 2024にて初披露された[17]。

## 参加ミュージシャン
go!go!vanillas
- 牧達弥（ボーカル・ギター）
- 柳沢進太郎（ギター・ボーカル）
- 長谷川プリティ敬祐（ベース）
- ジェットセイヤ（ドラムス）

Additional Musicians
- 井上惇志 （showmore）（シンセサイザー、メロトロン）

## ミュージックビデオ
2024年8月7日0時にYouTubeにて公開された。監督はHidenobu Tanabe。
本楽曲のMVの内容は、奪われた牧（Vo,Gt）の脳みそを取り返すため、バニラズのメンバー全員が奮闘する、ストーリー仕立てのMVとなっている。

## ライブ映像作品
来来来
- Lab.（初回限定盤）
- LIVE FILM「東京 Lab. ストーリー」2024.11.10 両国国技館
- SCARY MONSTERS EP

## カバー
- 理芽 - 2024年10月11日に本楽曲のカバー音源をYouTube上で公開した[20]。